# Trâu Canh
Trâu Canh (khoảng 1314 – 1369) là một thầy thuốc danh tiếng dưới thời vua Trần Dụ Tông (khoảng từ 1314–1369) nhà Trần trong lịch sử Việt Nam. Ông làm quan đến chức Quan Phục Hầu Tuyên Huy Viện Đại Sứ kiêm Thái Y Sứ.

## Tiểu sử
Trâu Canh vốn là người nhà Nguyên (Trung Quốc). Sách Đại Việt sử ký toàn thư (quyển VII, kỷ nhà Trần) chép vắn tắt về nhân vật Trâu Canh như sau:
"Canh là con Trâu Tôn người phương Bắc. Khoảng năm Thiệu Phong, người Nguyên vào cướp, Tôn làm thầy thuốc đi theo quân Nguyên, đến khi quân Nguyên thua, thì bị bắt. Tôn ở nước ta, chữa thuốc cho các vương hầu thời đó, phần nhiều thấy công hiệu. Người trong nước nhiều lần cho Tôn ruộng, nô, thành ra giàu có. Canh nối nghiệp cha, trở thành danh y, nhưng không có hạnh kiểm"...
Nói về việc chữa bệnh của ông, sách Đại Việt sử ký toàn thư chép:
- Kỷ Mão (Khai Hựu) năm thứ 11 (1339)...Mùa thu, tháng 8, ngày 15, ban đêm, con của Thượng hoàng (Trần Minh Tông) là Hạo (lúc ấy mới 4 tuổi ta, về sau là vua Trần Dụ Tông) đi thuyền chơi Hồ Tây bị chết đuối, vớt được ở lỗ cống đơm cá. Thượng hoàng sai thầy thuốc Trâu Canh cứu chữa. Canh nói: "Dùng kim châm sẽ sống lại, nhưng chỉ sợ sẽ bị liệt dương". Dùng kim châm thì quả như lời ông ta nói, từ đấy mọi người gọi Trâu Canh là thần y. Canh sau mãi được thăng lên Quan phục hầu Tuyên Huy viện đại sứ kiêm Thái y sứ[3]
- "Tân Mão, (Thiệu Phong) năm thứ 11 (1351)...Mùa thu,...Trâu Canh có tội đáng chết, được tha. Bấy giờ Trâu Canh thấy vua (Trần Dụ Tông) bị liệt dương, dâng phương thuốc nói rằng giết đứa bé con trai, lấy mật hòa với dương khởi thạch mà uống và thông dâm với chị hay em ruột của mình thì sẽ hiệu nghiệm. Vua làm theo, thông dâm với chị ruột là Công chúa Thiên Ninh[4] quả nhiên công hiệu. Canh từ đấy được yêu quý hơn, được ngày đêm luôn ở trong hậu cung hầu hạ thuốc thang. Canh liền thông dâm với cung nữ. Việc phát giác, Thượng hoàng (Trần Minh Tông) định bắt Canh chết, nhưng vì có công chữa khỏi bệnh cho vua nên được tha"...[1]
- "Bính Thân, (Thiệu Phong) năm thứ 16 (1356)...Mùa thu, tháng 8, (Thượng hoàng Trần Minh Tông) ngự đến đền thờ Quốc phụ thượng tể Huệ Vũ Đại Vương (Trần Quốc Chẩn), trên núi Kiệt Đặc (ở địa phận huyện Chí Linh, tỉnh Hải Dương). Khi trở về, trong thuyền ngự có con ông vàng đốt vàng má phía bên trái của Thượng hoàng, rồi Thượng hoàng bị bệnh. Vua (Trần Dụ Tông) sai người giữ thuyền ngự trông coi việc đóng quan tài...Khi bệnh trầm trọng, cho gọi quan thầy thuốc là bọn Trâu Canh, Vương Định, Phạm Thế Thường vào xem mạch. Canh nói: "Mạch phiền muộn". (Trần) Minh Tông ứng khẩu một bài thơ nhỏ, đọc cho bọn Canh nghe:

Chuẩn mạch hưu luân phiền muộn đa,
Trâu công lương tễ yếu điều hòa.
Nhược ngôn phiền muộn vô hưu yết,
Chỉ khủng trùng phiêu phiền muộn gia.
(Xem mạch chớ bàn nhiều muộn phiền,
Ông Trâu thuốc tốt cắt cho yên.
Nếu còn nói mãi phiền cùng muộn,
Chỉ sợ càng tăng phiền muộn lên).
Vì Trâu Canh ra vào cung cấm, hay dùng những câu kỳ lạ, những kế quỷ quyệt để huyễn hoặc Dụ Hoàng (Trần Dụ Tông). (Trần) Minh Tông ghét hắn, nên mượn bài thơ để châm biếm. Đến khi dâng thuốc lên thì ngài nói: "Người ta ở đời,bao nhiêu khổ não. Ngày nay thoát được khổ não này, thì ngày khác lại phải chịu khổ não khác". Rồi không chịu uống thuốc"...
- "Quý Mão (Đại Trị) năm thứ 6 (1363)...Mùa hạ, tháng 5, trả lại Trâu Canh chức tước cũ. Năm Giáp Thìn, (Đại Trị) năm thứ 7 (1364),...Tháng 5, vua (Trần Dụ Tông) đi hóng gió chơi trăng. Vì uống rượu quá say, lại lội xuống sông tắm, nên bị ốm. Sai quan thầy thuốc là bọn Trâu Canh thay nhau hầu thuốc thang. Mùa thu, tháng 7, vua khỏi bệnh"...[6]

Kể từ đó trở đi, sách Đại Việt sử ký toàn thư không chép thêm gì về thầy thuốc Trâu Canh, chỉ cho biết rằng: "Dòng dõi của Canh đến triều nay còn có người là Trâu Bảo, được của do Trâu Canh cất giữ trở nên giàu có, nhưng cũng vì thế mà trở nên lụn bại".

## Dưới góc độ y khoa hiện đại
Nghiên cứu toa thuốc điều trị bệnh liệt dương của Trâu Canh cho vua Trần Dụ Tông, theo BS. Hồ Đắc Duy, có hai yếu tố cần được phân tích:
- Dược phẩm gồm: Mật + Dương khởi thạch
- Hoạt động tình dục: Thông dâm với chị hay em ruột mình.

Cả hai yếu tố này đều có sự tàng ẩn không bình thường:
- Đòi hỏi mật của một đứa bé đồng nghĩa với khuyến khích giết chết một người: Đó là một việc trái với đạo đức của xã hội và y đức.
- Thông dâm với chị hay em ruột của mình: Đó là một đòi hỏi trái với luân lý của gia đình và xã hội.

Tất cả chẳng qua là một đòn tâm lý ác liệt đối với vua Dụ Tông. Bởi điều trị liệt dương là điều trị cảm xúc, điều trị cái nguyên nhân tâm lý đã gây ra hậu quả liệt dương như các cơ chế y khoa hiện đại. Lưu ý trước đây, chính Trâu Canh là người đã nói câu "...chỉ sợ sẽ bị liệt dương" đã khiến nhà vua (khi ấy còn là một đứa trẻ 4 tuổi) bị ám ảnh từ đó. Và người duy nhất có thể phá bỏ cái định kiến ấy không ai khác hơn là Trâu Canh, vì trước đây ông đã từng cứu sống vị vua này. Phương pháp kỳ dị của ông ta lại được Hoàng gia đồng tình vun vào, ngay cả Công chúa Thiên Ninh (con gái Hiến Từ Thái hậu) cũng chấp nhận. Điều này càng gây cho Dụ Tông lòng "tự tin". Có thể lòng tự tin ấy đã đánh đổ các định kiến Dụ Tông chiến thắng được sự bất lực.
Tóm lại, những điều "quái đản" mà Trâu Canh đưa ra trong toa thuốc này chỉ là "một ấn tượng khủng khiếp làm cái chìa khóa để xóa bỏ cái định kiến". Ông ta đã làm động tác của một nhà phân tâm học hiện đại với một số ma thuật cho đến nỗi Thượng hoàng Trần Minh Tông phải chán ghét thậm tệ nhưng không thể giết chết Trâu Canh được, mặc dù ông ta đã phạm tội tày trời.
Còn theo nghiên cứu của BS. Trần Minh Đức, thì thầy thuốc Trâu Canh đã chữa bệnh bất lực cho vua Duệ Tông bằng cách "kích thích tâm lý" (áp dụng tâm lý "ăn trái cấm"). Đây là cách chữa bệnh tân tiến vào thời đó. Tuy nhiên, việc làm ấy xét ra vừa vô đạo (giết đứa trẻ để lấy mật uống) mà cũng vừa vô luân (loạn luân với chị ruột). Và cũng theo bác sĩ này, thì Trâu Canh chính là "nhà tình dục học đầu tiên ở Việt Nam".